# Sexualidad en El Señor de los Anillos
La presencia de la sexualidad en El Señor de los Anillos, una exitosa novela de fantasía de J. R. R. Tolkien ha sido un tema muy debatido debido a la discreción con la que se presenta. Sin embargo, el amor y el matrimonio son temas que aparecen en la historia, por ejemplo en la relación que comparten los hobbits Samsagaz Gamyi y Rosie Cotton; los sentimientos no correspondidos de Éowyn por Aragorn, seguidos por su enamoramiento de Faramir y su matrimonio con él; y el amor que siente Aragorn por Arwen, descrito en un apéndice en lugar del texto principal, titulado Historia de Aragorn y Arwen. Varios académicos han estudiado el simbolismo de la monstruosa araña hembra Ella-Laraña.
También ha habido interés en la relación homosexual inspirada en la ordenanza, entre Frodo y Sam, su amigo y jardinero, mientras viajan juntos en una peligrosa misión para destruir el Anillo Único. Académicos y eruditos han interpretado su relación de diferentes maneras, desde una relación cercana pero no necesariamente homosexual, una relación claramente homoerótica o incluso una amistad heroica idealizada.

## Contexto

### Orígenes de Tolkien

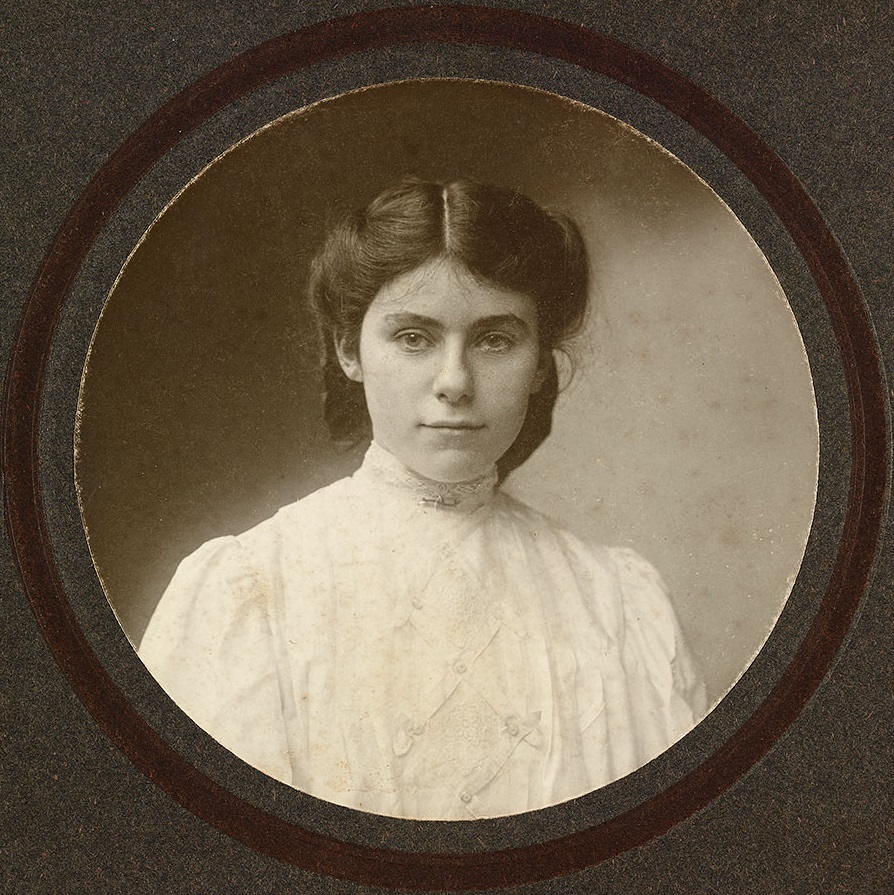
Tolkien se enamoró de Edith Bratt cuando tenía 16 años. Permanecieron felizmente casados durante más de 50 años.

El autor de la exitosa novela de fantasía El Señor de los Anillos, J. R. R. Tolkien quedó huérfano cuando era niño; su padre murió en Sudáfrica y su madre en Inglaterra pocos años más tarde. Fue criado por su tutor, el sacerdote católico Francis Xavier Morgan, y educado en escuelas secundarias exclusivas para hombres y luego en el Exeter College de Oxford, que en ese momento solo contaba con estudiantes varones. Se unió a los Fusileros de Lancashire del ejército británico y vio el horror de la guerra de trincheras, donde la vida como oficial se hacía más llevadera con el apoyo de un ayudante u ordenanza masculino. Después de la guerra se convirtió en profesor de lengua inglesa en la Universidad de Leeds, y luego en la Universidad de Oxford, donde dio clase en el Pembroke College. Junto a otro profesor de inglés, C. S. Lewis, creó en Oxford creó un grupo literario exclusivamente masculino llamado los Inklings.
Tolkien tenía opiniones conservadoras sobre las mujeres, afirmando que los hombres eran activos en sus profesiones mientras que las mujeres se sentían inclinadas hacia la vida doméstica. Melissa Hatcher, académica de literatura infantil, defiende el papel de la mujer en El Señor de los Anillos, aunque escribe que «en realidad, es probable que el mismo Tolkien fuera el típico profesor aburrido y sexista que describen los académicos feministas».
A los 16 años Tolkien conoció a una chica huérfana, Edith Mary Bratt, y en el verano de 1909 se enamoraron. Morgan les prohibió reunirse hasta que Tolkien cumpliera 21 años. En cuanto lo hizo, en 1913, le propuso matrimonio y se comprometieron. Se casaron en 1916 y los unió un fuerte afecto durante todo su matrimonio. En 1917, estando de permiso en el ejército, salieron juntos a visitar un bosque cerca de Roos, en Yorkshire. Allí, Edith bailó para él entre los perifollos verdes, como más adelante en su ficción Lúthien bailaría para Beren, una historia que formó la pieza central de El Silmarillion. Tuvieron cuatro hijos, por los que ambos sintieron una gran devoción. Edith murió en 1971 y Tolkien dos años después.

## Ausencia de sexualidad enEl Señor de los Anillos
Hay personas que han señalado la aparente ausencia de sexualidad en El Señor de los Anillos; Valerie Rohy, feminista y académica de teoría queer, señala las observaciones de la novelista A. S. Byatt en las que afirma que «parte de la razón por la que leo a Tolkien cuando estoy enferma es que hay una ausencia casi total de sexualidad en su mundo, algo que encuentro relajante»; el erudito de Tolkien Tom Shippey escribió que «no hay suficiente conciencia de sexualidad» en la obra; y el novelista y crítico Adam Mars-Jones afirmó que «lo que más ausente está en la visión [de la obra es] la sexualidad». Rohy comenta que es fácil ver la razón por la que dicen estas cosas; en la tradición épica, Tolkien «abandona el cortejo cuando se avecina la batalla, aparentemente sublimando la sexualidad en aras de un objetivo más importante». Rohy está de acuerdo con que hay tres romances que conducen a bodas en la historia, el de Arwen y Aragorn, Éowyn y Faramir, y Sam y Rosie, pero señala que sus historias de amor son secundarias y externas a la narrativa principal sobre el Anillo; sus inicios o bodas no se muestran, los personajes simplemente aparecen ya casados.
La académica feminista Catherine R. Stimpson opina que «Tolkien es irritante, aburrida y tradicionalmente masculino... Sus personajes femeninos son aburridos y no tienen ningún objetivo, están cargadas de estereotipos. Son bellas, o simplemente distantes, o simplemente simples». Patrick Curry, académico, comentó que no es muy difícil estar de acuerdo con esta opinión. Concuerda en que Tolkien es «paternalista», aunque objeta que Galadriel y Éowyn son más de lo que Stimpson alega.

## Amor y matrimonio
El amor y el matrimonio heterosexuales están representados en El Señor de los Anillos de manera discreta, hasta el punto de que algunos críticos han afirmado que no hay mujeres relevantes en el libro. Las principales relaciones heterosexuales son las que involucran a Samsagaz Gamyi, Éowyn de Rohan y Aragorn.

### Amor rústico
El hobbit Sam Gamyi abandona a su novia Rosie Cotton cuando parte de la Comarca y regresa a ella en la batalla de Bywater. Tienen un «final feliz» que culmina en un matrimonio y 13 hijos, y llevan una vida sencilla en la que Sam termina siendo alcalde de la Comarca, cuya fertilidad es restaurada después de los ataques de Saruman gracias a su juiciosa distribución del regalo de Galadriel de tierra mágica de su jardín élfico. Tolkien afirmó que «el simple amor 'rústico' de Sam y Rosie (que no se explica en ninguna parte) es absolutamente esencial (la cursiva es de Tolkien) para el estudio de su carácter (el de héroe principal), y para el contraste entre la vida cotidiana (respirar, comer, trabajar, engendrar) y la búsqueda, el sacrificio, las causas y el 'anhelo por los elfos', y la belleza pura».
Amy Sturgis, académica del género de fantasía, describe en Mythlore cómo, después de la trilogía cinematográfica de El Señor de los Anillos de Peter Jackson, Rosie ha sido reimaginada por los aficionados de la saga en respuesta al «retrato literario incompleto» de Tolkien. Rosie se convierte en sus fanfics en «el modelo del hogar, iconoclasta del dormitorio o agente de lo sobrenatural».

### Doncella escudera

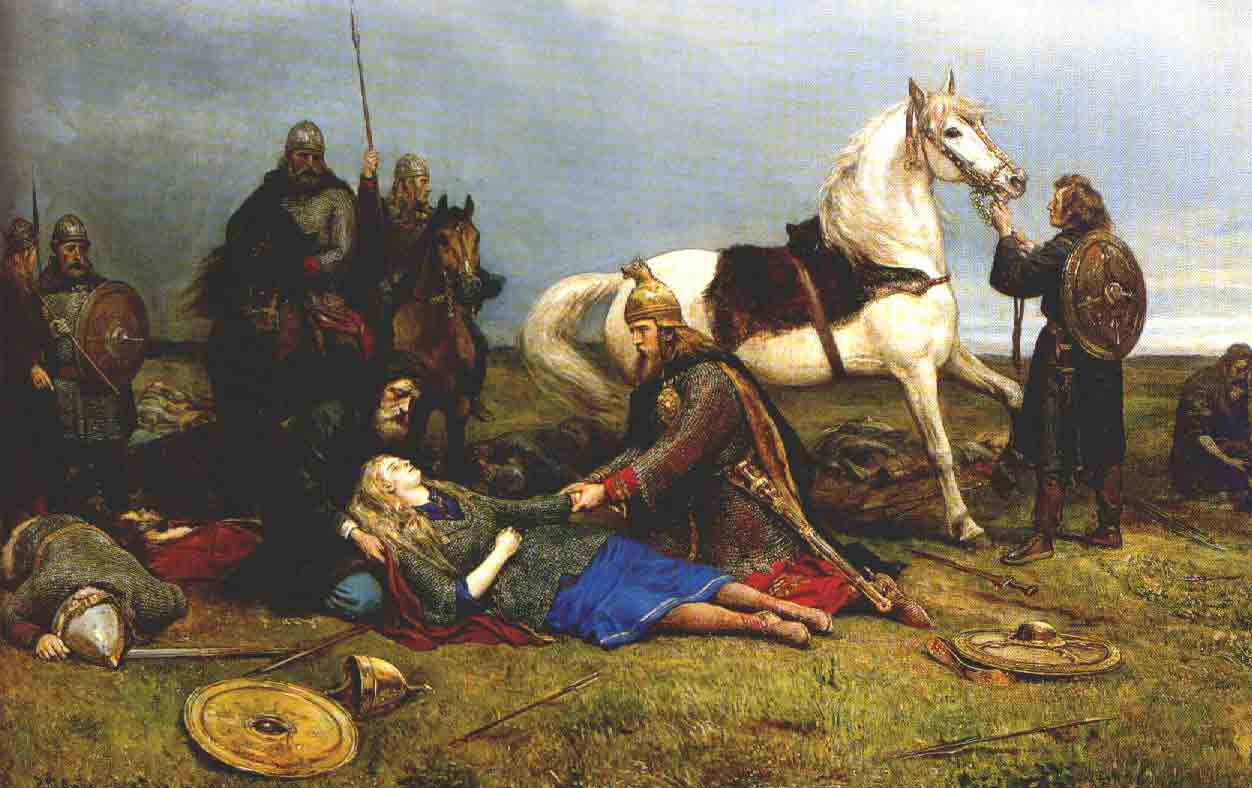
La aparición de Éowyn en la batalla de los Campos del Pelennor ha sido comparada con la escena de la muerte de la doncella escudera Hervor, y su representación en La muerte de Hervor de Peter Nicolai Arbo.

Los sentimientos románticos de Éowyn aparecen por primera vez en los sentimientos no correspondidos que siente hacia Aragorn. Sintiéndose rechazada, decide convertirse en una doncella escudera y, en contra de las órdenes que le han dado, decide ir a luchar en la batalla de los Campos del Pelennor. Allí, ella y el hobbit Merry Brandigamo matan al Señor de los Nazgûl; pero ella resulta gravemente herida. Mientras se recupera en las Casas de Curación de Minas Tirith, se enamora de Faramir, quien también había resultado herido. Renuncia a sus costumbres guerreras para convertirse en curandera, y se comprometen. Al final del libro, se casan.
La académica feminista Penny Griffin escribe que en la película de Peter Jackson El retorno del rey, la imagen feminista de Éowyn como un «personaje femenino fuerte» termina arruinada cuando su historia termina con su renuncia a la batalla y su matrimonio con Faramir para vivir, «suponemos, felices para siempre». Shippey escribe que el estudio de Hollywood envió a un revisor de guion a Nueva Zelanda para que Jackson tuviera un segundo punto de vista y juntos cuadrar la dirección de la obra. El revisor opinaba que dado que Aragorn necesitaba un único interés amoroso, Arwen podía ser eliminada, y «Aragorn debía casarse con Éowyn en lugar de rechazarla de forma cortés». El punto de vista del revisor de guion fue ignorado. Así mismo, Jackson hace que Aragorn sea mucho más romántico que Tolkien o Bakshi, quienes habían dirigido la película de El Señor de los Anillos de 1978. Jackson dedica un tiempo sustancial de pantalla al triángulo amoroso de Aragorn y muestra una «química clara en pantalla» con Éowyn.

### Hombre y doncella elfa
El amor de Aragorn hacia Arwen se narra en un apéndice en lugar del texto principal, bajo el nombre Historia de Aragorn y Arwen. En la historia, Aragorn canta la Canción de Lúthien, la historia de una doncella elfa inmortal de la Primera Edad que se casa con un hombre, Beren, eligiendo así una vida mortal. Mientras lo hace, ve a Arwen, que se parece a Lúthien. Ella revela que, aunque no parece mayor que él, tiene una edad avanzada. Él se enamora de ella. El padre de Arwen, Elrond, ve lo que ha sucedido y le dice a Aragorn que no puede casarse hasta que sea considerado digno. Se reencuentran en Lothlórien, casi treinta años después. Galadriel viste a Aragorn como un señor elfo. Arwen lo ve y toma la decisión de comprometerse con él. Elrond le dice a Aragorn que sólo podrán casarse cuando él sea Rey de Gondor y Arnor. Unos años más tarde, Aragorn ayuda a conseguir la victoria en la guerra del Anillo (la acción que tiene lugar en el texto principal de El Señor de los Anillos), y se convierte en Rey de Gondor y Arnor. A mediados del verano, él y Arwen se casan en Minas Tirith. Elrond abandona la Tierra Media rumbo a Valinor, y nunca regresa. Aragorn, heroico pero mortal, se acuesta a morir 120 años después; Arwen se dirige con tristeza a un Lothlórien ahora estéril para morir, sola entre todos sus compatriotas, para nunca reunirse con ellos «más allá del fin del mundo».
Tolkien describió el relato como «la historia de amor más importante» del libro. Su relegación a un apéndice, sin embargo, la deja de lado y priva al texto principal de gran parte de su interés amoroso. Jackson decidió incorporar el cuento en su trilogía cinematográfica para remediar esto, dándole a Arwen un papel más importante y creando escenas adicionales para ella. La académica feminista Melissa Hatcher, en Mythlore, llama a la Arwen de Tolkien «un símbolo de lo inalcanzable, una pareja perfecta para el inalcanzable Aragorn a los ojos de Éowyn».

## Monstruo femenino repugnante

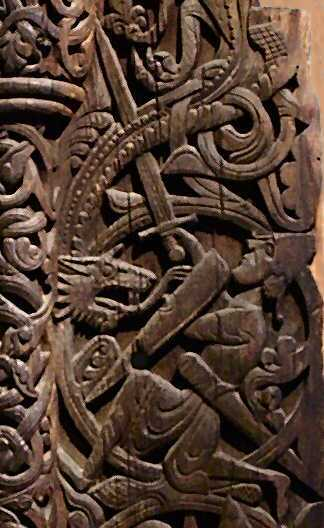
La lucha de los hobbits con Ella-Laraña proviene de múltiples mitos. Panel de madera en una iglesia de Hylestad que muestra la espada de Sigfrido atravesando a Fafner.

### Narrativa
Ella-Laraña, una araña gigante y malvada, se presenta como un monstruo femenino repugnante. Gollum advierte de su presencia, y ella intenta atrapar a Frodo y Sam mientras cruzan las montañas hacia Mordor y no tienen más opción que pasar por los túneles hacia su guarida y abrirse paso luchando. Consiguen sortear un obstáculo, un túnel bloqueado por telarañas gigantes, pero les tiende una emboscada y muerde a Frodo, quien se derrumba. Sam continúa luchando, tomando el Anillo y la espada de Frodo, Dardo; Ella-Laraña lo ataca, pero él la repele con la luz del Frasco de Galadriel. La araña sigue intentando aplastarlo hasta matarlo; y él le permite aplastarlo, sosteniendo la punta de Dardo hacia arriba, y la fuerza que el monstruo hace hacia abajo para aplastarlo ayuda a que la espada se clave profundamente en su enorme vientre. Gravemente herida, se retira a su guarida, haciendo ruidos burbujeantes y goteando sangre.
David Craig, académico de Tolkien, escribe que a menudo se hace referencia a Ella-Laraña como simplemente «ella» para atraer la atención del lector hacia su género. Su «odio y depravación» están «fuertemente sexualizados»; Tolkien escribió que «por todas partes sus crías menores, bastardos de sus miserables compañeros, su propia descendencia a la que ella mató, se extiende de cañada en cañada». Craig comenta que «sus crímenes son abominables e incluyen incesto, ilegitimidad e infanticidio, todos crímenes relacionados con el sexo».

### Vagina dentata
Alison Milbank, sacerdotisa anglicana y académica literaria, escribe que Ella-Laraña es un personaje innegablemente sexual: «Tolkien ofrece una vagina dentata (vagina dentada) freudiana muy convincente en la longeva y repugnante Ella-Laraña». Milbank afirma que la araña simboliza «un antiguo poder maternal que se traga la identidad y la autonomía masculinas», amenazando con un «poder castrador [que] es precisamente lo que el fetichista sexual teme y busca controlar». Jane Chance, académica de Tolkien y del medievo menciona «la penetración de Sam en su vientre con su espada», señalando que esta puede ser una forma apropiada y simbólica de terminar su producción de «bastardos».
Zoë Jaques, académica de literatura infantil escribe que Ella-Laraña es la «encarnación de la maternidad monstruosa»; la batalla de Sam con Ella-Laraña podría interpretarse como un «rito de pasaje masculino» en el que un macho más pequeño y débil penetra y escapa del enorme cuerpo femenino y de sus intenciones maliciosas. La académica feminista Brenda Partridge describió la prolongada lucha de los hobbits con Ella-Laraña como plagada de simbolismo sexual. Según Partridge, Tolkien derivó a Ella-Laraña de múltiples mitos: Sigfrido matando al dragón Fafner; Teseo matando al Minotauro; Aracne y la araña; y el pecado de Milton en El paraíso perdido. El resultado es el retrato de la mujer como amenaza, con matices implícitos de sexualidad.
| La idea de Tolkien | Trascendencia                                |
| --- | -------------------------------------------- |
| El gato de Sauron | La mujer como «elegante, sensual y distante» |
| Engendrar crías de monstruos | Fertilidad                                   |
| Guarida subterránea | Útero                                        |
| Túneles hacia la guarida | «Orificio sexual femenino»                   |
| Telarañas en la entrada rozando a Frodo y Sam | Vello púbico                                 |
| Frodo corta las telarañas... «Se creó una gran abertura... que se movía como un velo suelto»                                                                                   | El desgarro del himen                        |
| «Cuerpo suave y húmedo» | Genitales femeninos en estado de excitación  |
| Pliegues de piel | Labios                                       |
| Espadas | Falos                                        |
| Sam «mantuvo la punta de la espada élfica hacia arriba, defendiéndose de ese techo espantoso; y así, Ella-Laraña... se clavó en una estaca amarga. Se le clavó profundamente». | Erección, penetración                        |

El autor católico y académico de Tolkien, Joseph Pearce, considera la interpretación de Partridge una fantasía freudiana.

## Relaciones entre personas del mismo sexo
Las relaciones entre personas del mismo sexo en El Señor de los Anillos han sido discutidas por críticos y académicos, quienes han llegado a diversas conclusiones.

### Relación entre un oficial y su ordenanza

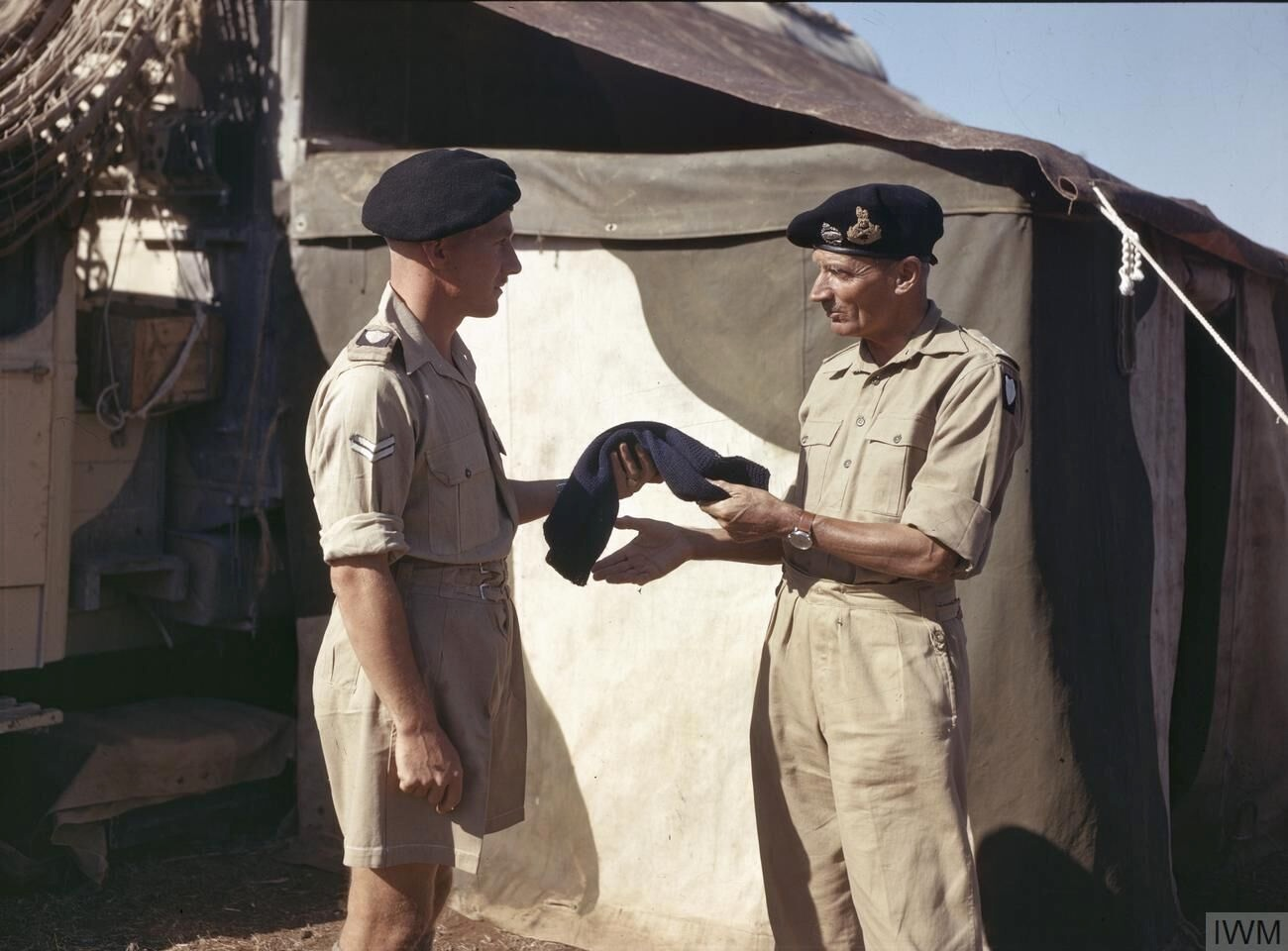
El general británico Bernard Montgomery recibiendo una bufanda de su ordenanza.

La relación homosexual más clara en la novela, a ojos de académicos, es la del portador del anillo, Frodo Bolsón, y su sirviente, originalmente su jardinero, Sam. Tolkien describió su relación como la de un oficial del ejército británico y su ayudante militar o ordenanza. Le habían impresionado las cualidades personales de los ordenanza que conoció en el frente occidental durante la Primera Guerra Mundial. El texto describe la relación como una de amistad y lealtad mutua. A medida que Frodo se debilita progresivamente por la carga de llevar el Anillo, Sam se vuelve cada vez más ingenioso y tierno en su cuidado y preocupación por Frodo. En un momento dado, Sam toma la mano de Frodo, aunque le da vergüenza hacerlo.

### Intimidad masculina
Christopher Vaccaro, académico de literatura inglesa, escribió en The JRR Tolkien Encyclopedia que la relación de Frodo y Sam «encaja perfectamente en el discurso de amistad expresado por los hombres homosexuales hasta mediados del siglo XX». Señala que la académica feminista Brenda Partridge y la académica de inglés Anna Smol discuten un continuo de «intimidad táctil no genital entre hombres» que en su opinión «hace permeables los límites determinados culturalmente que codifican algunas amistades como heterosexuales y otras como homosexuales». Smol analiza el importante volumen de fanfics homoeróticos escritos principalmente por mujeres heterosexuales, en respuesta a El Señor de los Anillos. Según ella, «Para ser un libro que se supone que está desprovisto de sexualidad adulta, El Señor de los Anillos siempre ha provocado fuertes reacciones relacionadas con el sexo. La intimidad masculina que Tolkien describe, particularmente la relación entre Frodo y Sam, a menudo tiene un efecto inquietante en los lectores cuyas reacciones pueden ir desde la insatisfacción hasta la excitación erótica», añadiendo que ninguna de las reacciones suele estar informada por el conocimiento de una amistosa relación entre un oficial británico de la Primera Guerra Mundial y su ayudante. Críticas como Partridge, Esther Saxey y Marion Zimmer Bradley han afirmado que la relación de Frodo y Sam es amistosa e íntima, pero no necesariamente homosexual. Daniel Allington, académico cultural, examina el análisis crítico del slash de los aficionados sobre la relación entre Frodo y Sam, y escribe que no debe asumirse que las conversaciones que tienen los aficionados al respecto de esta ficción sean meras creencias, ya que en ocasiones se tratan de «complejas maniobras retóricas» dentro de esa cultura.

### Amistad heroica idealizada

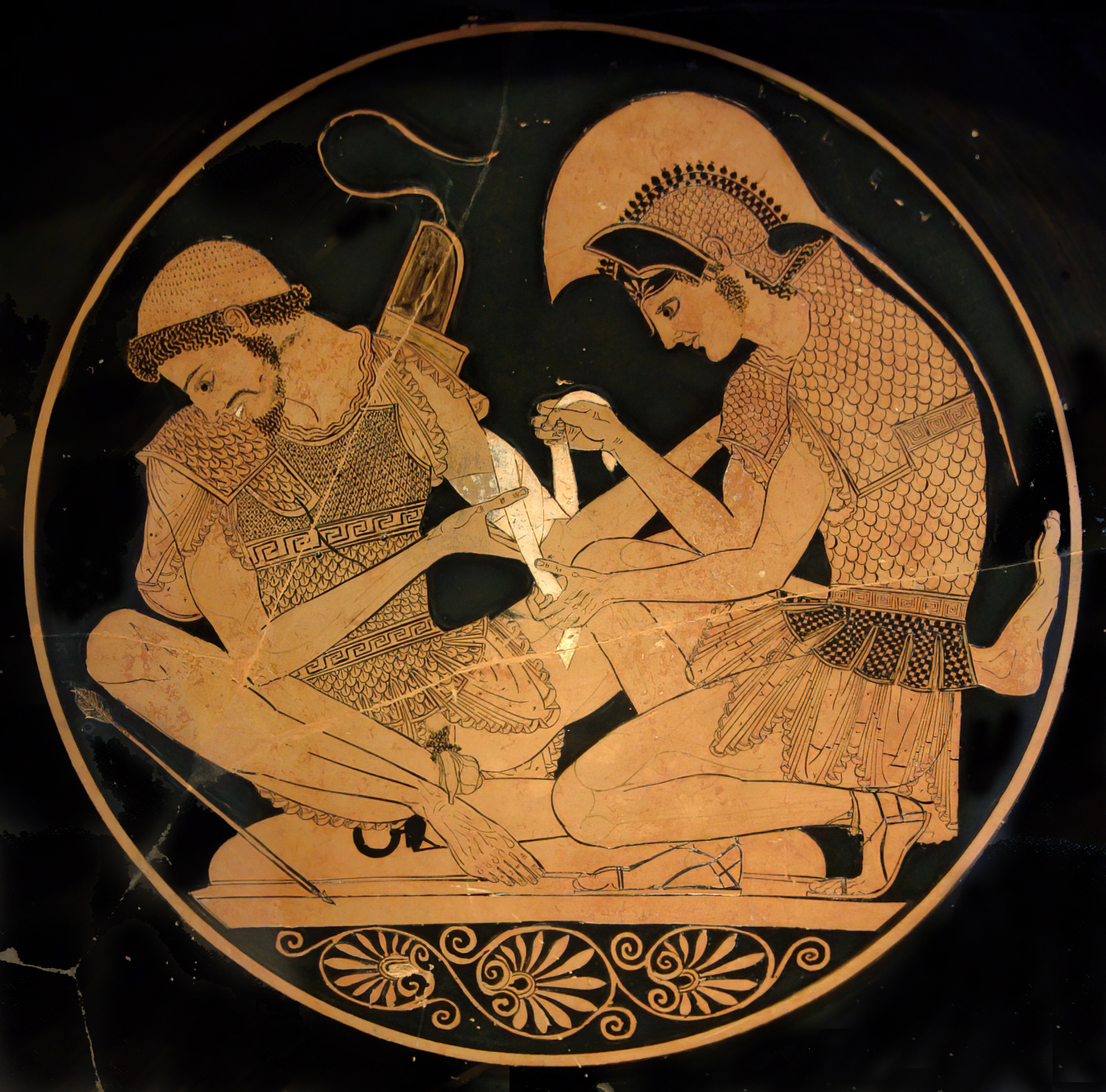
La heroica amistad de Frodo y Sam ha sido comparada con la de Aquiles y Patroclo, mostrada aquí en un cáliz de figuras rojas de Vulci, c. 500 a. C.

La autora de fantasía y ciencia ficción Marion Zimmer Bradley escribió que Frodo y Sam comparten el amor más intenso descrito en el libro y afirma que hacia el final alcanzan una «amistad idealizada clásica» con una fuerza emocional comparable con la de Aquiles y Patroclo en la Ilíada, o David y Jonatán en el Antiguo Testamento, «sobrepasando el amor [que sienten] hacia las mujeres». Bradley también escribió que Gollum está vinculado a Frodo y Sam en un triángulo de amor-odio, comentando que cuando las relaciones y emociones son muy fuertes, «el odio y el amor son muy parecidos», especialmente en las personas débiles. A medida que Frodo se debilita y él y Sam se acercan más a su destino, Sam «alcanza una devoción y ternura casi religiosa para facilitar el camino de Frodo». Bradley considera el aumento constante en intensidad y la disminución de la distancia entre Frodo y Sam «probablemente uno de los análisis más convincentes de amistad heroica».

### Homoeroticismo
David LaFontaine, académico de inglés, escribió en The Gay and Lesbian Review Worldwide que El Señor de los Anillos alcanzó un estado de culto y se convirtió en un superventas, pero aun así ha sido excluido en gran parte del estudio literario, en parte porque la fantasía era despreciada como género, pero también debido a la «poderosa corriente subyacente de amor entre personas del mismo sexo dentro del reino de la Tierra Media». Señala que Jackson eligió hacer uso de un trasfondo homosexual en su adaptación de la trilogía cinematográfica de El Señor de los Anillos de 2001-2003: «el deseo homoerótico está ahí, en la gran pantalla de Jackson, para que todo el mundo lo vea». En su opinión, Sam tiene una «epifanía» mientras observa a Frodo durmiendo y dice «Lo amo. Él es así, y a veces [su luz interior] brilla, de alguna manera. Pero lo amo de cualquier forma». A esto le siguen, escribe LaFontaine, «escenas en las que los dos hobbits expresan su amor en términos cada vez más homoeróticos: tomándose de la mano, durmiendo acurrucados juntos, jurándose devoción eterna». La académica literaria Robin Anne Reid describe la tradición de fanfiction queer (en oposición a la homosexualidad puramente masculina) que se ha desarrollado entre los fanáticos de Tolkien como respuesta.